# Numidie (province romaine)
Ne doit pas être confondu avec Royaume de Numidie.
46 av. J.-C.  – 435
La Numidie était le nom d'un royaume d'Afrique du Nord qui comprenait majoritairement le nord de l'Algérie ainsi qu'une partie du territoire de la Tunisie, le nord-est du Maroc actuel et le nord de la Libye . Royaume client de Rome au Ier siècle av. J.-C., elle est intégrée (de -46 à 429/435) dans l'empire romain du Ier siècle au IVe siècle, jusqu'à sa conquête par les Vandales.
« Ea pars quem Africam appellavimus dividitur in duas provincias, veterem ac novam, discretas fossa inter Africanum sequentem et reges Thenas usque perducta. »
— Pline l'Ancien, Histoire naturelle, V, 25
        
« La région que nous appelons l'Afrique est divisée en deux provinces, ancienne et nouvelle, par une "fossa" (fossé) s'étendant en Afrique de Thenas (près de Sfax) jusqu'à la région de Thabarca). »
.

## Protectorat romain

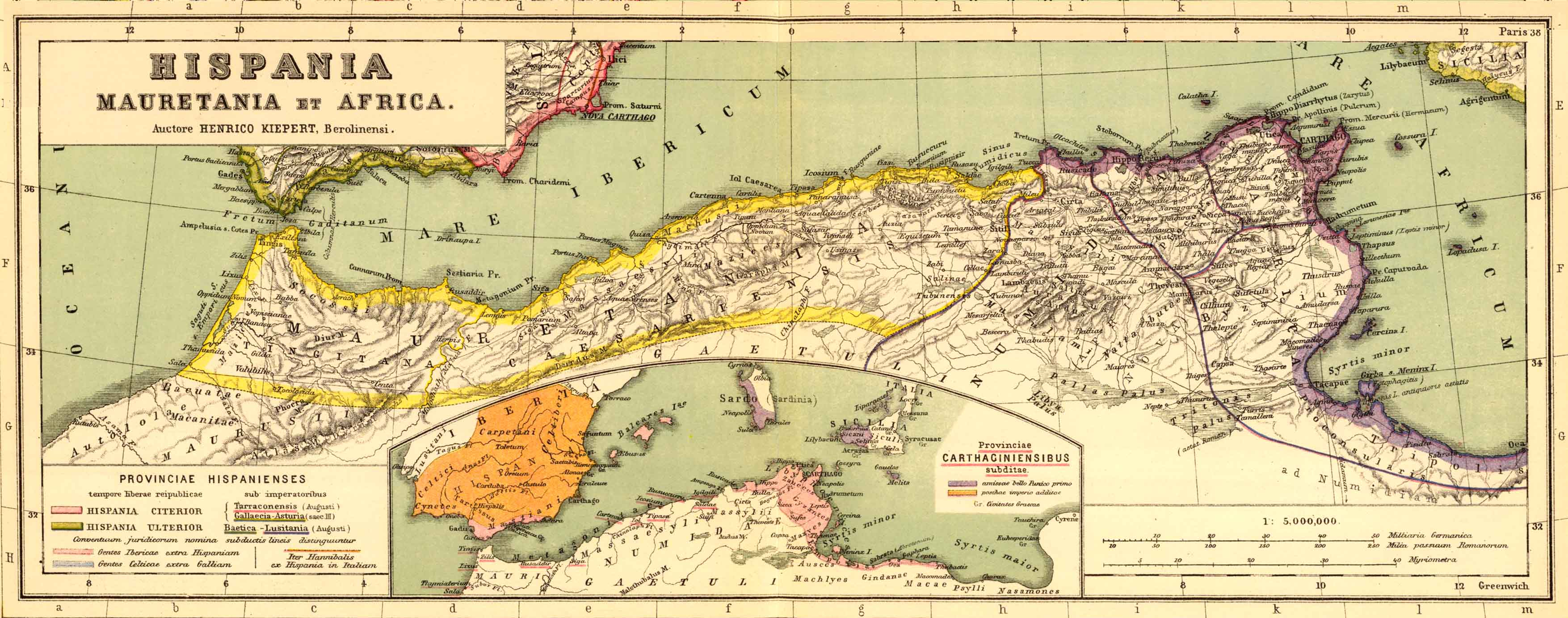
Maurétanie Tingitane (à l'ouest), Maurétanie Césarienne (au centre-ouest), Numidie (au centre-est), et Africa (à l'est), au centre la Gétulie.

Après la mort de Jugurtha, la Numidie est partagée : sa partie occidentale est attribuée à Bocchus, roi de Maurétanie, le reste est laissé sous l'autorité d'un roi vassal de Rome.
La situation perdure jusqu'à la guerre civile entre Jules César et Pompée.
Juba Ier, partisan de Pompée, perd son royaume en 46 (AEC) après la défaite de Thapsus contre César.
César accorde à Sittius un territoire vaste autour de Cirta (Constantine).
La Numidie devient alors la province d’Africa nova, jusqu'à ce qu'Auguste réunisse les deux provinces en un seul ensemble, l'Afrique proconsulaire.
Cette dernière est dirigée par un proconsul, qui conduisit un moment l'armée d'Afrique. Auguste rend son royaume à Juba II, fils du précédent, après la bataille d'Actium (31). En 25, Juba II reçoit le trône de Maurétanie, et la Numidie est partagée entre la Maurétanie et la province d'Afrique.
La partie intégrée à la province d'Afrique en constitue une région et, en théorie, n'a pas d'autonomie administrative, puisqu'elle dépend du proconsul assisté de légats.
Les populations se rebellent de nombreuses fois surtout les Zénètes, vers le début du premier siècle. Les Maghraouas auraient été très nombreux dans les environs d'Icosium (Alger) et Ptolémée de Maurétanie devait les contenir. Ce dernier fera transférer une partie des Maghraouas vers le Chelif. Cela provoque une succession d'actions militaires de Rome, soldées parfois par de graves défaites romaines. Sept ans durant, Tacfarinas résiste aux Romains, malgré Tibère qui transfère une seconde légion pour appuyer la troisième légion Auguste.
Dès 39 ap. J.-C., Caligula confie la conduite de la région de Numidie à un représentant personnel — « légat de l'empereur » — chargé de commander la troisième légion Auguste. C'est ainsi qu'il met fin à une exception politique : celle d'une armée importante placée sous les ordres d'un proconsul et non d'un légat. Le Sénat perd la dernière légion qui était sous ses ordres. Bien que toujours officiellement intégrée à la province d'Afrique proconsulaire, la Numidie en constitue une région à part, placée sous l'autorité de son légat qui dirige la troisième légion Auguste et ne rend de compte qu'à l'empereur. C'est une province de fait, mais non de droit, statut relativement unique dans l'empire.

## La Numidie sous domination romaine
Dès le IIe siècle, la province est christianisée, et connait son premier martyr Namphamon de Madaure  (archimartyr).
Après 193, sous Septime Sévère, la Numidie est officiellement détachée de la province d'Afrique et constitue une province à part entière, gouvernée par un légat impérial. Sous Dioclétien, elle constitue une simple province dans la réorganisation tétrarchique, puis est brièvement divisée en deux : Numidie militaire et Numidie cirtéenne.
Après la fin des persécutions, le schisme donatiste se répand en Afrique du nord, combattu par Augustin d'Hippone, évêque d'Hippone (actuelle Annaba).
En 428, les Vandales commencent leurs incursions en Numidie. Ils parviennent même à y créer un royaume entre 432 et 534, date à laquelle la région repasse sous l'autorité romaine.
Enfin, entre 696 et 708, la région est conquise par les armées musulmanes.

## Histoire de la province d'Afrique
| ÉVOLUTION DE LA PROVINCE AFRICAINE | ÉVOLUTION DE LA PROVINCE AFRICAINE                 | ÉVOLUTION DE LA PROVINCE AFRICAINE                 | ÉVOLUTION DE LA PROVINCE AFRICAINE                 | ÉVOLUTION DE LA PROVINCE AFRICAINE      | ÉVOLUTION DE LA PROVINCE AFRICAINE      | ÉVOLUTION DE LA PROVINCE AFRICAINE                                          | ÉVOLUTION DE LA PROVINCE AFRICAINE                                          | ÉVOLUTION DE LA PROVINCE AFRICAINE |
| ---------------------------------- | -------------------------------------------------- | -------------------------------------------------- | -------------------------------------------------- | --------------------------------------- | --------------------------------------- | --------------------------------------------------------------------------- | --------------------------------------------------------------------------- | ---------------------------------- |
| Début de la conquête romaine       | Carthage                                           | Carthage                                           | Carthage                                           | Royaume de Numidie orientale (Massyles) | Royaume de Numidie orientale (Massyles) | Numidie occidentale (Massaessyles)                                          | Numidie occidentale (Massaessyles)                                          | Royaume de Maurétanie              |
| de 146 av. J.-C.                   | Afrique                                            | Afrique                                            | Afrique                                            | Numidie                                 | Numidie                                 | Numidie                                                                     | Numidie                                                                     | Maurétanie                         |
| de 105 av. J.-C.                   | Africa (après annexion d'une partie de la Numidie) | Africa (après annexion d'une partie de la Numidie) | Africa (après annexion d'une partie de la Numidie) | Numidie orientale                       | Numidie orientale                       | Numidie occidentale                                                         | Numidie occidentale                                                         | Maurétanie                         |
| de 45 av. J.-C.                    | Africa Vetus                                       | Africa Vetus                                       | Africa Vetus                                       | Africa Nova                             | Colonia Cirta Sittianorum               | Maurétanie orientale (La Numidie occidentale est rattachée à la Maurétanie) | Maurétanie orientale (La Numidie occidentale est rattachée à la Maurétanie) | Maurétanie occidentale             |
| de 27 av. J.-C.                    | Afrique Proconsulaire                              | Afrique Proconsulaire                              | Afrique Proconsulaire                              | Afrique Proconsulaire                   | Afrique Proconsulaire                   | Maurétanie                                                                  | Maurétanie                                                                  | Maurétanie                         |
| de 41 apr. J.-C.                   | Afrique Proconsulaire                              | Afrique Proconsulaire                              | Afrique Proconsulaire                              | Afrique Proconsulaire                   | Afrique Proconsulaire                   | Maurétanie césarienne                                                       | Maurétanie césarienne                                                       | Maurétanie tingitane               |
| de 193                             | Afrique Proconsulaire                              | Afrique Proconsulaire                              | Afrique Proconsulaire                              | Numidie                                 | Numidie                                 | Maurétanie césarienne                                                       | Maurétanie césarienne                                                       | Maurétanie tingitane               |
| Après la réforme de Dioclétien     | Tripolitaine                                       | Bizacène                                           | Zeugitane                                          | Numidie                                 | Numidie                                 | Maurétanie sitifienne                                                       | Maurétanie césarienne                                                       | Maurétanie tingitane               |

#### Antiquité romaine
- Province romaine, Gouverneur romain,
- Guerres puniques (264-146)
- Province d'Afrique proconsulaire (de -146 à 429/535, 593-698, capitale Utique puis Carthage, redéfinie (dont Africa Vetus et Africa Nova)
- Numidie (province romaine) (de -46 à 429/435), Numidie cirtéenne (303-313)
- Maurétanie tingitane (de -42 à 429/435), Maurétanie césarienne (de-41 à 429/435), Maurétanie sétifienne (293-585)
- Systèmes défensifs de l'Afrique romaine, dont limes Tripolitanus, limes Africanus (Fossatum Africae)
- Expéditions romaines en Afrique subsaharienne

- Liste des noms latins des villes d'Afrique, colonies romaines en Afrique du Nord (en)
- Voies romaines en Afrique du Nord
- Liste des ports antiques en Afrique du Nord
- Piraterie en Méditerranée antique, Lex Gabinia (-67), guerre des pirates de Pompée (-67)
- Bâtiments et structures de  l'époque romaine en Afrique du Nord (en)
- Monuments romains en Algérie, en Tunisie, en Libye, Arc de Caracalla (Volubilis) (Maroc)
- Démographie de l'Empire romain (en) (8 millions vers +150 en Afrique romaine)

- Romanisation (histoire) : roman africain (langue), romano-africain (peuple)
- Littérature latine d'Afrique romaine
- Personnalités liées à l'Afrique romaine

- Christianisme dans l'Afrique romaine : 
  - Tertullien (160c-220c), Augustin d'Hippone (354-430), Monique d'Hippone, Adéodat
  - Liste de saints chrétiens d'Afrique du Nord, Évêques de l'Afrique romaine
  - Donatisme (300c-400c), arianisme (300c-600/700)
  - 4966 martyrs d'Afrique (483), Chrétiens martyrs victimes de l'arianisme
- Juifs berbères, peuple témoin, judéo-berbère (langue)
- Ius italicum, Tabula Banasitana (171), Édit de Caracalla (212) (citoyenneté romaine pour les pérégrins), Édit de Banasa (216)

- Diocèse d'Afrique (314-432), de la Préfecture du prétoire d'Italie (Empire romain d'Occident (395-476))
  - la Maurétanie tingitane dépendant de la Préfecture du prétoire des Gaules (337-477) (Empire romain d'Occident)
- Antiquité tardive, Notitia dignitatum,
- Liste des diocèses de l'Empire romain tardif, Liste des provinces du Bas-Empire

#### Après 400
- Notitia provinciarum et civitatum Africae (484/490)
- Déclin de l'Empire romain d'Occident en Afrique
  - Royaume des Maures et des Romains (429-578)
  - Royaume du Ouarsenis (430-535)
  - Royaume vandale d'Afrique (435-534)
  - Royaume de Capsus
  - Royaume de l'Aurès (484-703)
- Bélisaire (500-565)
- Guerre des Vandales (533-534)
- Guerres byzantino-maures (en) (533-548)
- Préfecture du prétoire d'Afrique (534-591, Empire byzantin)
- Royaume d'Altava (578-708)
- Exarchat de Carthage (591-698)
- Conquête musulmane du Maghreb (647-709)
- Ifriqiya (Constantinois, Tunisie, Tripolitaine)